# Ron Arad (industridesigner)

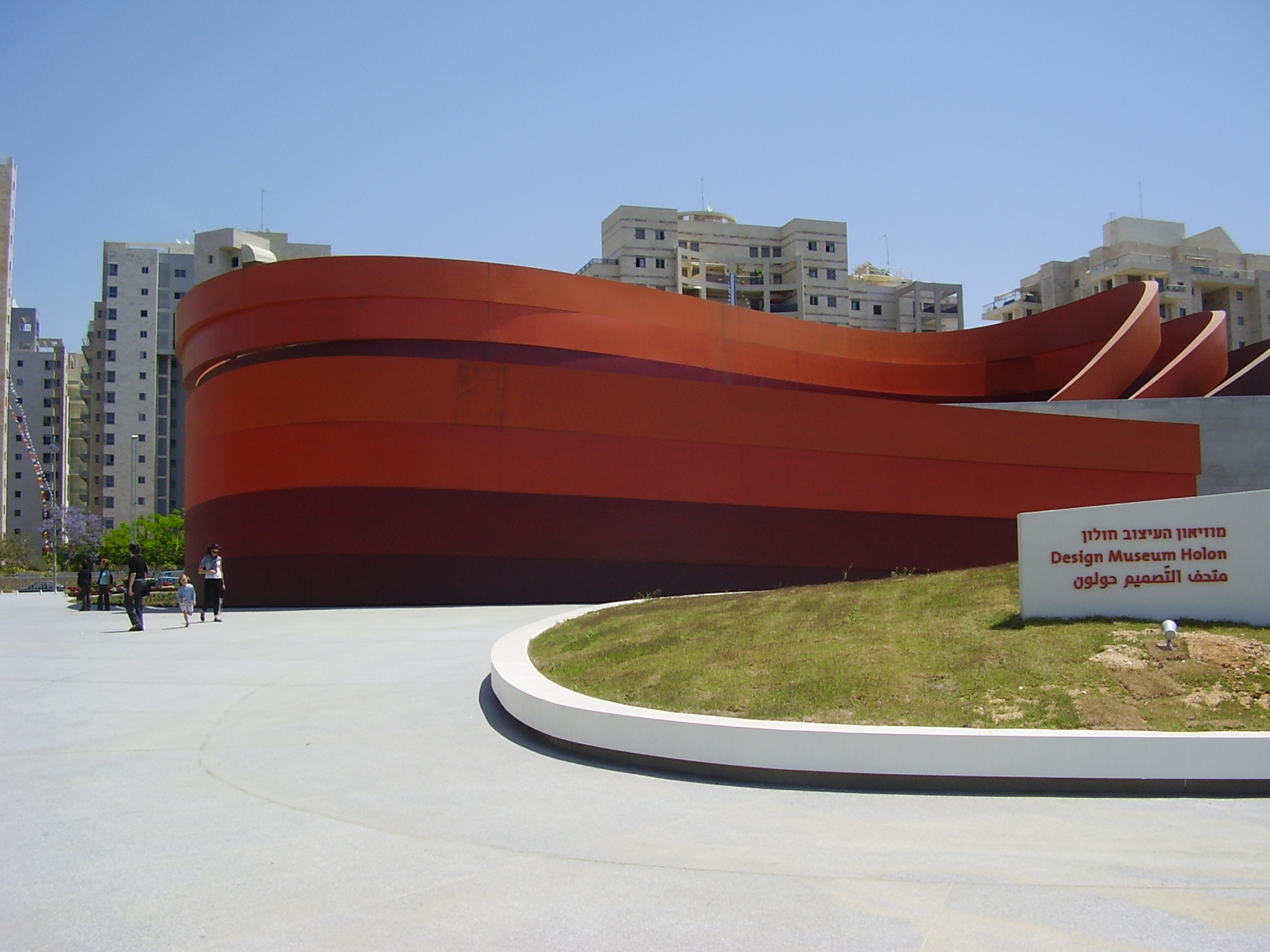
Holon Design Museum

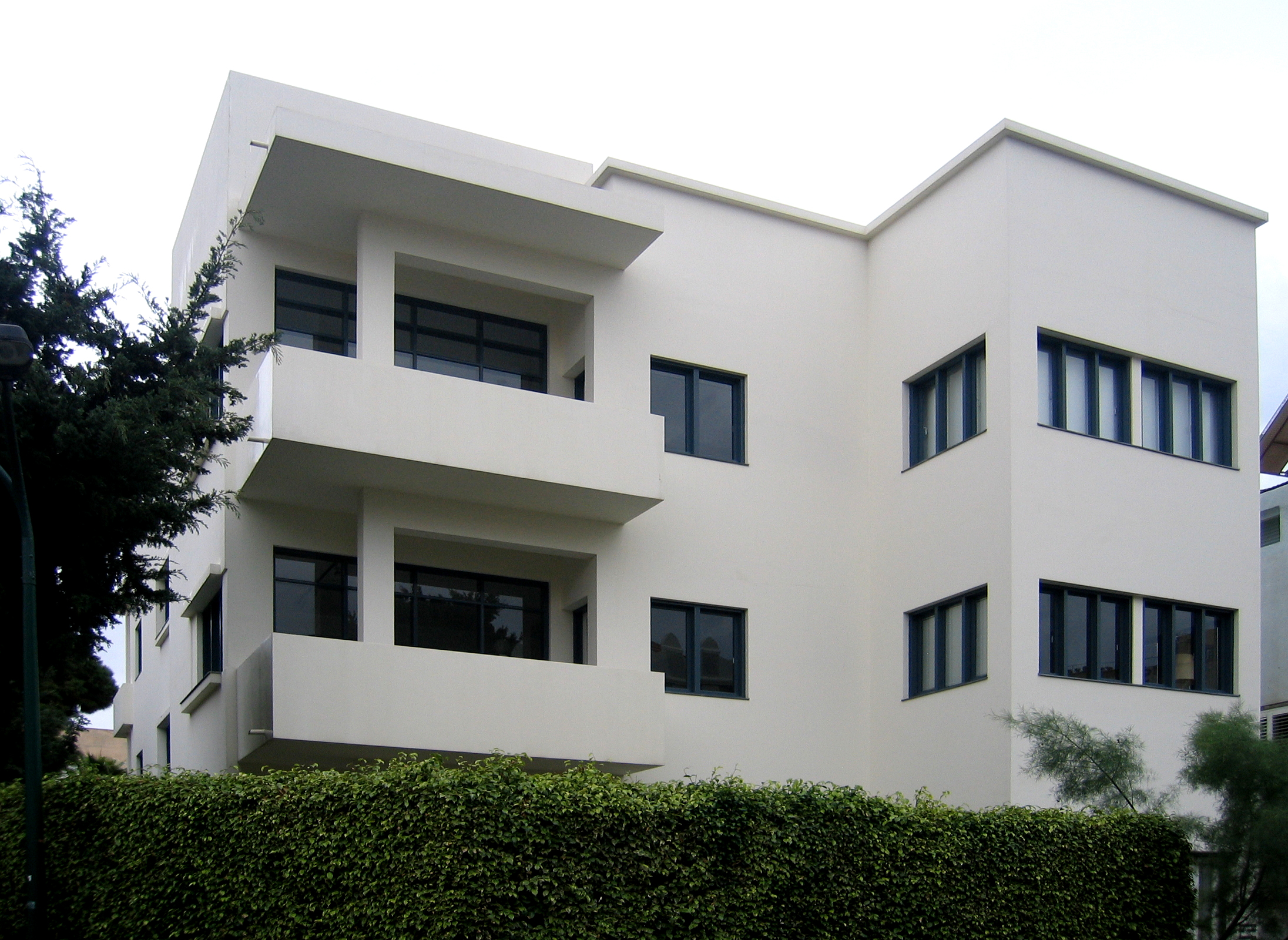
Bauhausmuseet - Tel Aviv

Ron Arad, född 1951 i Tel Aviv, är en israelisk industridesigner, artist och arkitekt.

## Biografi
Ron Arad deltog i Besalel Academy of Art and Design i Jerusalem mellan 1971 och 1973 och Architectural Association i London mellan 1974 och 1979. Från 1997 till 2009 var han chef för Design Products Department vid Royal College of Art.
Arad är representerad vid Nationalmuseum med stolen Rover Chair.